# 弗朗西斯科·阿尔瓦雷斯-卡斯科斯
弗朗西斯科·阿尔瓦雷斯-卡斯科斯（西班牙語：Francisco Álvarez–Cascos Fernández，1947年10月1日—）是西班牙政治家。1989年至1999年担任人民党秘书长，1996年至2004年先后担任第一副首相和发展大臣。2011年与人民党主席产生矛盾，退党后转而成立新党“阿斯图里亚斯论坛”，同年在阿斯图里亚斯自治区选举中当选为主席。

## 生平
1947年10月1日生于马德里。1954年跟随家人搬到西班牙北部奥维耶多省希洪市。在奥维耶多大学矿业学院学习了三年后，转到马德里理工大学道路、运河和港口工程高等技术学院。1976年在阿斯图里亚斯参与创建“民主改革”右派组织，一年后并入人民联盟。
1984年至1989年，他是人民联盟执行委员会成员。1982年当选为西班牙参议员，1986年当选众议员，三年后在第九届人民联盟代表大会上当选为秘书长，党名变更为人民党。在1989年、1993年、1996年和2000年的大选中连任众议员。1996年人民党赢得大选后，他先后在政府出任第一副首相和发展大臣。
2011年与人民党主席产生矛盾，退党后转而成立新党“阿斯图里亚斯论坛”，同年在阿斯图里亚斯自治区选举中当选为主席。在他就职六个月后，他的预算案没有获得区议会通过。他决定解散议会，提前举行选举。这是阿斯图里亚斯自治区自1980年代成立以来的第一次提前选举。随后的选举中，阿斯图里亚斯社会主义联盟获得绝对多数，哈维尔·费尔南德斯当选为主席。而阿尔瓦雷斯-卡斯科斯领导阿斯图里亚斯论坛获得了12个席位，位居第二。

## 荣誉
- 大十字级卡洛斯三世勋章（2004年）[6]